# Famułki Brochowskie
Famułki Brochowskie [faˈmuu̯ki brɔˈxɔfskʲɛ] est un village polonais de la gmina de Brochów dans le powiat de Sochaczew et dans la voïvodie de Mazovie.
Il se situe à environ 7 kilomètres à l'est de Brochów, à 13 kilomètres au nord-est de Sochaczew et à 46 kilomètres à l'ouest de Varsovie.

Le village compte approximativement 160 habitants en 2006.